# 戴思
戴思 (Lucien Deiss) 是法國天主教神父，聖經註釋家和禮儀作曲家，1921年在下莱茵省阿爾薩斯出生，2007年10月9日逝世。
戴思神父的英文版聖歌集 Biblical Hymns and Psalms 由台灣輔大神學院翻譯為中文版《聖經樂章》，由光啟出版社於1970年初版。其後，聖經樂章續集《醒來吧！我心》由天主教佳播聖詠團編譯，由安道社會學社1986年初版發行。曲此，這些戴思神父作曲的中文聖歌廣傳至各地的華人天主教會。

## 生平
戴思於1942年進入聖神會，創作了400多首聖歌。法國以外，他的一些音樂作品售出超過500萬份。
熱衷於聖經和禮儀，他最初是在剛果布拉柴維爾的大修院聖經的教授。他於1948年因健康原因返回法國，在舍维伊拉吕的神學院任教。

## 作品

### 聖樂
- Souviens-toi de Jésus-Christ
- L'Esprit de Dieu
- Terre entière chante ta joie
- Un seul Seigneur
- Peuple de prêtres, peuple de rois

### 書籍
- la Prière chrétienne des psaumes, Desclée de Brouwer, 2001.
- Joseph, Marie, Jésus, Editions Saint Paul, 1997.
- La messe, Desclée de Brouwer, 1989.
- Come, Lord Jesus, (Biblical Prayers with Psalms and Scripture Readings), World Library Publications, 1981